# اوستالار (آردانوچ)
اوستالار (به ترکی استانبولی: Ustalar) یک منطقهٔ مسکونی در ترکیه است که در آردانوچ واقع شده‌است. اوستالار ۱۶ نفر جمعیت دارد.